# 真木将樹
真木 将樹（まき まさき、1976年2月13日 - ）は、福岡県北九州市小倉北区出身の元プロ野球選手（投手）、会社経営者。

## 来歴

### プロ入り前
小学3年のころに父の影響で野球を始める。北九州市立南小倉中学校の軟式野球部では一塁手であった。
共学化されてから創部間もない東筑紫学園高校では3年春に第65回選抜高校野球大会に出場し、金子誠が在籍した常総学院などを破り、8強に進出した。
法政大学に進学して大学野球部に入部すると、高校時代は球速130 km/h台であった直球が140 km/h台をマークするようになり、1年の秋には早くも東京六大学のベストナインに選出され、チームを優勝に導く。大学の同級生に伊達昌司や平馬淳がいた。3年次には1学年下の矢野英司が抑えを務める充実した投手陣のエースとして春のリーグ戦優勝に貢献、大学時代は通算25勝11敗の成績を残し、同じく28勝を挙げた川上憲伸のライバルともいえる存在だった。

### プロ入り後
1997年度のNPBドラフト会議で近鉄バファローズから1位指名を受け、入団。
1年目の1998年から先発ローテーションに入り、6月に初勝利を挙げそこから8月までに6勝、防御率3.89という成績を記録した。真木と同期入団した千葉ロッテマリーンズの藤田宗一らと共に新人王の候補に挙げられていたが、8月30日のオリックス・ブルーウェーブ戦でイチローに頭部への死球を与えてから調子を崩して以降1勝も挙げられず結局、西武ライオンズ入団4年目の小関竜也が新人王を獲得した。2年目の1999年からは、投球フォームの改造に着手するが目に見えて球速が落ちていき、プロ3年目には最速145 km/hを誇っていた球速も130 km/h前後まで落ちた。
2001年6月26日に田畑一也と共に三澤興一・玉峰伸典との交換トレードで読売ジャイアンツ（巨人）へ移籍するが、2002年に巨人から戦力外通告を受け、退団。
翌2003年に独立リーグ・カナディアン・ベースボール・リーグのカルガリー・アウトローズに入団。先発として起用され8試合で4勝2敗だったが、防御率は5.56（45.1回）と良い結果を残したとは言えなかった。同年のカナディアンリーグの閉鎖に伴い、カルガリーを退団した。メジャーリーグ (MLB) のトライアウトを受けるが、契約には至らず2004年に現役を引退した。

### 引退後
引退後は先輩の会社に就職したが、方向性の違いから退社し、2006年4月にアルク有限会社を起業し、代表として野球関連のグッズ製作からアスリート向けのサプリメントや健康食品などを販売している。その中でも野球のユニフォームの泥汚れを落とす強力洗剤の開発に力を入れている。また、ドリームネクストという元プロ野球選手を取材するサイトも管理している。
2016年3月12日、母校の法政大学野球部投手コーチに就任。その後は助監督を経て2018年10月に再びコーチに就任し指導を続けていたが、2016年に当時の2年生部員に対し、練習態度を注意した際に平手で頭を2、3発殴るなど計3件の暴力事件を起こしていたことが発覚、学内の調査等を経て2018年11月から謹慎となり、同月20日に日本学生野球協会の審査室会議において暴力事件と報告遅れで4か月の謹慎処分を受けた。

## 詳細情報

### 年度別投手成績
| 年 度     | 球 団     | 登 板 | 先 発 | 完 投 | 完 封 | 無 四 球 | 勝 利 | 敗 戦 | セ 丨 ブ | ホ 丨 ル ド | 勝 率 | 打 者 | 投 球 回 | 被 安 打 | 被 本 塁 打 | 与 四 球 | 敬 遠 | 与 死 球 | 奪 三 振 | 暴 投 | ボ 丨 ク | 失 点 | 自 責 点 | 防 御 率 | W H I P |
| --------- | --------- | ----- | ----- | ----- | ----- | -------- | ----- | ----- | -------- | ----------- | ----- | ----- | -------- | -------- | ----------- | -------- | ----- | -------- | -------- | ----- | -------- | ----- | -------- | -------- | ------- |
| 1998      | 近鉄      | 24    | 16    | 1     | 1     | 0        | 6     | 6     | 0        | --          | .500  | 466   | 106.1    | 103      | 11          | 51       | 2     | 6        | 79       | 1     | 0        | 52    | 46       | 3.89     | 1.45    |
| 1999      | 近鉄      | 16    | 12    | 0     | 0     | 0        | 3     | 6     | 0        | --          | .333  | 309   | 64.0     | 80       | 8           | 44       | 0     | 2        | 32       | 4     | 0        | 51    | 49       | 6.89     | 1.94    |
| 2000      | 近鉄      | 15    | 5     | 1     | 1     | 0        | 2     | 2     | 0        | --          | .500  | 171   | 38.0     | 35       | 2           | 26       | 0     | 2        | 27       | 0     | 0        | 14    | 14       | 3.32     | 1.61    |
| 2001      | 近鉄      | 3     | 0     | 0     | 0     | 0        | 0     | 0     | 0        | --          | ----  | 16    | 3.2      | 2        | 0           | 3        | 0     | 0        | 0        | 0     | 0        | 2     | 2        | 4.91     | 1.36    |
| 通算：4年 | 通算：4年 | 58    | 33    | 2     | 2     | 0        | 11    | 14    | 0        | --          | .440  | 962   | 212.0    | 220      | 21          | 124      | 2     | 10       | 138      | 5     | 0        | 119   | 111      | 4.71     | 1.62    |

### 記録
- 初登板：1998年5月30日、対千葉ロッテマリーンズ5回戦（大阪ドーム）、4回表1死に2番手で救援登板、1回2失点
- 初奪三振：同上、4回表に平井光親から
- 初先発・初勝利：1998年6月13日、対西武ライオンズ11回戦（大阪ドーム）、5回1失点
- 初完投勝利・初完封勝利：1998年7月29日、対西武ライオンズ15回戦（西武ドーム）

### 背番号
- 15 （1998年 - 2001年）
- 31 （2001年）
- 59 （2002年）